# 1877 in Italia

## Avvenimenti

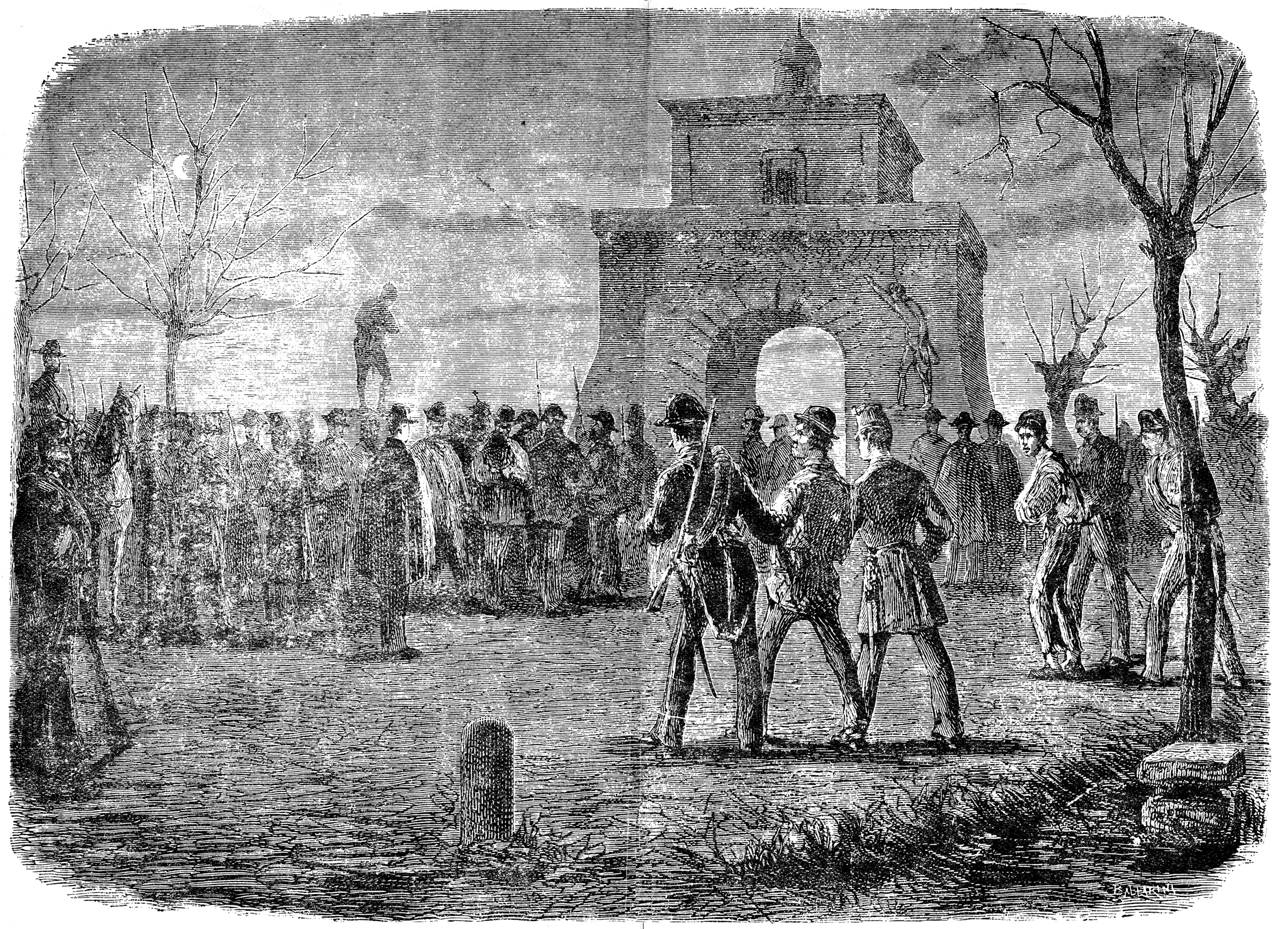
Arresto dela Banda del Matese

- 5 aprile: insurrezione nella provincia di Benevento; una banda armata d'una trentina di anarchici, la «banda del Matese», condotta da Errico Malatesta e Carlo Cafiero, invade i villaggi di Letino e Gallo e brucia i titoli di proprietà e venne distrutto il contatore dell'odiata tassa sul macinato[1]. Sono arrestati dalle truppe governative e tenuti in prigione per 16 mesi prima di essere assolti.

- aprile: il ministro dell’Interno scioglie per decreto le associazioni repubblicane e internazionaliste[2].

- 20 giugno: è approvata la prima legge forestale  (legge 20 giugno 1877, n. 3917)[3], che stabiliva importanti vincoli sul territorio e poneva per la prima volta il problema di dare un migliore assetto al territorio per contrastare i fenomeni del dissesto idrogeologico.

- 15 luglio: è emanata la legge Coppino con la quale l’istruzione  elementare è laica, gratuita e obbligatoria per tutti dai sei ai nove anni[4][5]; l'educazione religiosa rimane facoltativa e soggetta alla richiesta dei genitori[6].

- 2 agosto: a Roma nasce la rete tranviaria, con la linea di tram a cavalli tra piazzale Flaminio e ponte Milvio.

- 28 settembre: a Parma Pietro Barilla sr. fonda la Barilla[7].

- 7 ottobre: a Roma Vittorio Emanuele II sposa Rosa Vercellana con rito civile.

- 26 dicembre: secondo governo di Agostino Depretis. Dopo una breve crisi ministeriale, la sinistra al potere continua il suo programma di secolarizzazione delle istituzioni[8].

- Gli economisti toscani Leopoldo Franchetti e Sidney Sonnino pubblicano l'inchiesta La Sicilia nel 1876, sulle condizioni politiche e amministrative della Sicilia[9].

## Cultura

### Archeologia
- 26 settembre: un contadino durante l'aratura rinveene il Fegato di Piacenza, nei pressi di Settima, frazione di Gossolengo, in provincia di Piacenza.

### Letteratura
- escono:
  - Costantinopoli, libro di viaggio scritto da Edmondo De Amicis
  - Giannettino di Carlo Collodi, primo di una serie.
  - Il libro dei versi, una raccolte di poesie di Arrigo Boito, pubblicata assieme a Re Orso, che era già uscito nel 1854.
  - Lyrica, un'opera di Enrico Panzacchi. Comprende Meriggio
  - Minuzzolo, un'opera di Carlo Collodi.
  - Le Odi barbare di Giosuè Carducci. Saranno seguite da altre eizioni.
  - Postuma, un'opera di Olindo Guerrini, attribuita dall'autore a un presunto cugino, Lorenzo Stecchetti.

### Musei
- a Livorno l'amministrazione comunale istituisce una pinacoteca con lavori di artisti Giovanni Fattori, Enrico Pollastrini e Cesare Bartolena, che in futuro costituirà il museo civico Giovanni Fattori[10].

### Stampa
- nascono Il Telegrafo e Il Tirreno